# Vlaška (slivoň)
Vlaška (Prunus domestica 'Vlaška') je ovocný strom, kultivar druhu slivoň z čeledi růžovitých. Plody velké, s fialovou slupkou, ojíněné, aromatické, vhodné pro konzum i na zpracování. Zraje koncem srpna.

## Další názvy
- Italská švestka

V jiných zemích jsou používány různé názvy, například ve Velké Británii Prune d'Italie, ve Německu Fellemberg, Italienische Zwetsche.

## Původ
Stará odrůdu švestky neznámého původu. 

## Vlastnosti
Růst bujný později střední. Plodnost není vysoká, spíše průměrná, plodí brzy po výsadbě, pravidelně. Je uváděno, že je samosprašná, podle nových zdrojů ale částečně cizosprašná odrůda. Opylovač - Domácí švestka a Wangenheimova. a také Agenská, Kirkeho, Mirabelka nancyská, Zelená renklóda. Zraje koncem srpna. Odrůda je mimořádně náročná na podmínky. Vyžaduje teplé osluněné polohy, propustné živné půdy s dostatkem vlhkosti. Zraje postupně, není vhodná na velkovýrobu.

## Plod
Plod podlouhlý, středně velký. Slupka modrá, ojíněná. Dužnina je zelenožlutá, chutná, obvykle jde dobře od pecky. 

## Choroby a škůdci
Citlivé k šarce, více odolné k monilióze.